# Манитовок (Висконсин)
Манитовок (енгл. Manitowoc) град је у америчкој савезној држави Висконсин.

## Демографија
По попису из 2010. године број становника је 33.736, што је 317 (-0,9%) становника мање него 2000. године.
| Група             | 2000.          | 2010.          |
| Белци             | 31.253 (91,8%) | 29.555 (87,6%) |
| Афроамериканци    | 202 (0,6%)     | 329 (1,0%)     |
| Азијати           | 1.283 (3,8%)   | 1.545 (4,6%)   |
| Хиспаноамериканци | 859 (2,5%)     | 1.695 (5,0%)   |
| Укупно            | 34.053         | 33.736         |